# Pietro d'Arbués
Pietro d'Arbués, in spagnolo: Pedro de Arbués, detto anche mastro Épila (Épila, 1441 – Saragozza, 17 settembre 1485), è stato un religioso spagnolo, ufficiale dell'Inquisizione spagnola, venerato come santo dalla Chiesa cattolica.

## Biografia
Nato in una famiglia aristocratica, da Antonio Arbués e Sancia Ruíz, studiò filosofia per poi recarsi a Bologna, entrando nel Collegio di Spagna, dove ottenne il titolo di dottore in teologia e giurisprudenza. Secondo fonti agiografiche, d'Arbués nel Collegio era considerato un modello di dottrina e di pietà. Al suo ritorno in Spagna, prese i voti nel 1474, entrando a far parte dei canonici regolari di sant'Agostino. In quegli anni, Ferdinando II d'Aragona e Isabella di Castiglia avevano ottenuto da papa Sisto IV il permesso di creare tribunali per perseguire gli eretici.
Durante il periodo di dominio del grande inquisitore Tomás de Torquemada, Pietro d'Arbués fu inquisitore maggiore d'Aragona, nominato da Torquemada stesso, nel 1484. L'attività di Arbués si concentrò contro gli ebrei che, convertitisi pubblicamente al Cristianesimo in un clima di discriminazione o di persecuzione, avevano segretamente continuato a professare l'Ebraismo (conosciuti allora con il nome dispregiativo di marranos).
Molti degli abitanti di Saragozza erano cristiani nuovi e manifestarono la loro strenua contrarietà all'introduzione dell'Inquisizione. Seguendo l'esempio di Torquemada, Arbués organizzò, già nei primi mesi di incarico, due autodafé. Il primo di questi si concluse con una riconciliazione, mentre per il secondo fonti diverse riportano esiti discordanti: secondo fonti ebraiche molti marranos furono giustiziati, mentre altri furono condannati ad umiliazioni e sequestri di proprietà, altre fonti parlano di due bruciati sul rogo, mentre le fonti cattoliche escludono condanne a morte imputabili a d'Arbués, ammettendo però i sequestri di proprietà.
Poiché le confische attuate secondo la legge del tribunale dell'inquisizione erano in contrasto con le leggi e le libertà politiche del regno di Aragona, alcuni rappresentanti furono mandati presso la corte reale e a Roma, chiedendone l'abolizione. A causa dell'atteggiamento temporeggiante di re Ferdinando, durante l'assenza dei rappresentanti, gli inquisitori di Saragozza giudicarono e condannarono numerosi conversos fra il maggio ed il giugno 1485.
In conseguenza della durezza con cui aveva esercitato il ruolo di inquisitore, si tramò una congiura per mettere fine alla sua vita. Il 14 settembre 1485, mentre pregava inginocchiato davanti all'altare maggiore della cattedrale di Saragozza, fu accoltellato da otto assassini, che riuscirono a fuggire. Morì poco dopo, il 17 settembre, per le conseguenze delle ferite riportate. L'Inquisizione non era infatti autorizzata a spargere sangue direttamente e i condannati potevano essere arsi solo dai tribunali secolari alla conclusione degli autodafé.
Il suo assassinio fu attribuito ad alcuni conversos, fra cui Jaime de Montesa e Vidal Durango, ed ebbe inizio una repressione feroce e senza pietà. I sospetti assassini furono imprigionati e giustiziati in vari autodafé, che ebbero luogo fra il 30 giugno e il 15 dicembre 1486. Secondo Jerónimo Zurita y Castro, ci furono nove giustiziati di persona, più due suicidi, tredici bruciati in effigie e quattro puniti per complicità. Successivamente, l'Inquisizione perseguitò le principali famiglie convertite della città (Santángel, Caballería, Santa Fe, Sánchez, etc.), influenzando la politica del regno d'Aragona.

## Culto
Fu beatificato da papa Alessandro VII il 17 aprile 1662 e canonizzato da papa Pio IX il 29 giugno 1867 con la bolla Maiorem caritatem, suscitando proteste sia tra gli Ebrei sia tra i Cristiani per la sua figura controversa. È sepolto nella cappella di san Pietro Arbués della cattedrale di Saragozza. La sua memoria liturgica cade il 17 settembre.